# Roberto Saviano
Roberto Saviano (Napoli, 22 settembre 1979) è uno scrittore, giornalista, sceneggiatore e conduttore televisivo italiano.
Nei suoi scritti, articoli e nel suo libro d'esordio Gomorra (2006) che lo ha portato alla notorietà, utilizza la letteratura e il reportage per raccontare la realtà economica, di territorio e d'impresa della camorra e della criminalità organizzata in senso più generale.
Dalle prime minacce di morte del 2006 da parte dei cartelli camorristici del clan dei Casalesi, di cui denunciò l'operato nel suo esposto e nella piazza di Casal di Principe durante una manifestazione per la legalità, è sottoposto ad un severo protocollo di protezione che dal 13 ottobre 2006 prevede che viva sotto scorta. Per le proprie posizioni è stato destinatario di appelli alle istituzioni da parte di scrittori e altri personaggi della cultura.
Numerose le sue collaborazioni con testate giornalistiche internazionali e italiane tra le quali il Corriere della Sera, L'Espresso, La Repubblica, Il Post e The Post Internazionale in Italia, Washington Post, il New York Times, Newsweek e il TIME negli Stati Uniti, El País in Spagna, Die Zeit e Der Spiegel in Germania, in Svezia con Expressen, in Gran Bretagna con il The Guardian e il The Times.

## Biografia
(Roberto Saviano)
Nasce a Napoli, nel quartiere di Chiaia, figlio di Luigi Saviano, un medico originario di Frattamaggiore (un comune del napoletano), e di Maria Rosaria Ghiara, nata a Trento da genitori liguri di origine ebraica sefardita, ma cresce a Caserta. Consegue la maturità scientifica presso il Liceo Scientifico "Armando Diaz" di Caserta (dove conobbe tra gli altri Pietro Taricone) e successivamente si laurea in Filosofia presso l'Università degli Studi di Napoli "Federico II", dove è stato allievo dello storico meridionalista Francesco Barbagallo.
Nel 1997, all'età di 17 anni, si avvicina al Partito Marxista-Leninista Italiano, pubblicando dei contributi sul settimanale Il Bolscevico sotto lo pseudonimo di "Roberto Ercolino"; non si iscrive però al partito e nel 2001 interrompe ogni rapporto con tale formazione.
Comincia la sua carriera giornalistica nel 2002 scrivendo per riviste e quotidiani tra cui: Pulp, Diario, Sud, il manifesto, il sito web Nazione Indiana e per l'osservatorio sulla camorra del Corriere del Mezzogiorno; due anni dopo, nel 2004, si trasferisce a Napoli per poter osservare più da vicino i fenomeni criminali in città. I suoi articoli sulla camorra spingono l'autorità giudiziaria a sentirlo, nei primi mesi del 2005, in merito al crimine organizzato.
Nel marzo 2006 pubblica il romanzo, ispirato a situazioni reali, Gomorra. È autore insieme a Mario Gelardi dello spettacolo teatrale omonimo ed è sceneggiatore del film tratto dal suo romanzo. Il 10 dicembre 2009, alla presenza di Dario Fo, riceve il titolo di Socio Onorario dell'Accademia di Brera e il Diploma di Secondo Livello in Comunicazione e Didattica dell'Arte honoris causa, massimo riconoscimento dall'ateneo pari a una laurea magistrale. Saviano dedica i riconoscimenti ai meridionali di Milano.
Il 22 gennaio 2011 l'Università degli Studi di Genova ha concesso la laurea honoris causa in Giurisprudenza "per l'importante contributo alla lotta contro la criminalità e alla difesa del principio di legalità nel nostro Paese". Saviano dedica il riconoscimento ai magistrati della procura di Milano che indagano sul Ruby-gate. Da qui la polemica con Marina Berlusconi, figlia di Silvio Berlusconi e presidente della Arnoldo Mondadori Editore. Nel 2011 lo scrittore fu invitato a tenere lezioni alla New York University, rimanendo a vivere per un semestre negli Stati Uniti. In seguito si è trasferito a vivere regolarmente per alcuni periodi a Manhattan.
Dopo aver sostituito Roberto Santachiara con Andrew Wylie come agente letterario, il 27 agosto 2013, sul periodico "Roberto Saviano" di Roberto Saviano e Feltrinelli Editore, pubblica una monografia dedicata a Enzo Baldoni in cui dichiara tra l'altro, di essere ateo.
Nel 2014 Saviano è stato invitato per un semestre come borsista a lungo termine in visita (long-term visiting fellows) all'Università di Princeton, a tenere un corso sui rapporti della mafia con politica e imprese, intitolato "Politica economica e crimine organizzato" (Economic Politics and Organized Crime). In programma le organizzazioni criminali e il loro ruolo politico e sociale, i rapporti tra mafia e giornalismo, con la tecnica del giornalismo investigativo, la cultura e i simboli mafiosi, come i riti della 'Ndrangheta, il traffico di cocaina e le storie di scrittori condannati a morte dai cartelli della droga nel mondo.
Il pensiero di Saviano è influenzato, principalmente, dagli intellettuali meridionalisti Giustino Fortunato, Ernesto Rossi e Gaetano Salvemini, dagli anarchici Errico Malatesta e Michail Bakunin, e dal poeta Rocco Scotellaro. Inoltre ha dichiarato di essersi «formato su molti autori riconosciuti della cultura tradizionale e conservatrice, Ernst Jünger, Ezra Pound, Louis-Ferdinand Céline, Pierre Drieu La Rochelle, Yukio Mishima, Robert Brasillach, Carl Schmitt» e Julius Evola che legge spesso. Per quest'ultima affermazione e altro ancora, Vincenzo Consolo ha ritirato sdegnato la sua prevista introduzione a "La parola contro la camorra".
Nel 2015 Roberto Saviano collabora con il drammaturgo napoletano Mimmo Borrelli nello spettacolo Sanghenapule - Vita straordinaria di San Gennaro, inserito nella rassegna 2015/2016 del Piccolo Teatro di Milano. Dal 2015 è presente sul web con un proprio progetto editoriale, chiamato RSO - Roberto Saviano Online.
Nel settembre 2016 viene insignito dalla cancelliera tedesca Angela Merkel del premio M100 Sanssouci Colloquium Award, che viene dato a giornalisti e scrittori che si distinguono per il loro coraggio.
L'8 gennaio 2021 viene ufficialmente annunciato che il 15 gennaio seguente Saviano inizierà a collaborare con il Corriere della Sera, con commenti, inchieste, video e podcast, interrompendo così dopo parecchi anni il rapporto con La Repubblica.
Il 24 giugno 2022 lo scrittore, ateo, è stato invitato in Vaticano; ha dichiarato di essersi sentito «accolto».

## Il caso Gomorra
(Roberto Saviano sul libro "Gomorra")
(Roberto Saviano)

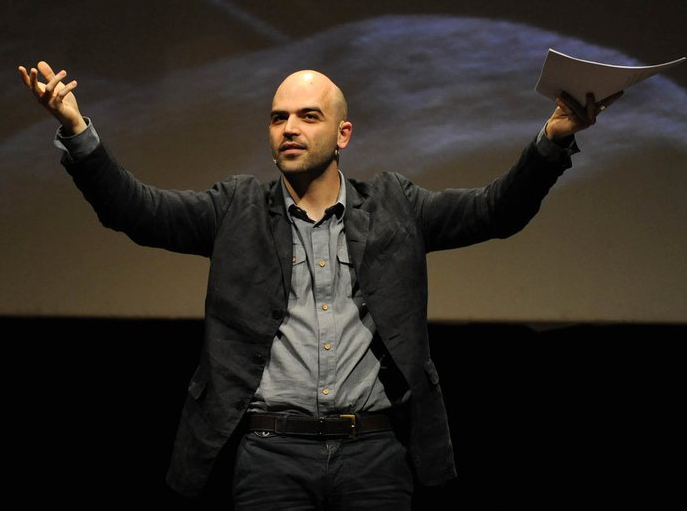
Roberto Saviano al Festival internazionale del giornalismo nel 2011

Saviano esordisce «con un racconto imitando Tommaso Landolfi ed inviandolo a Goffredo Fofi il quale gli fece capire che, pur scrivendo molto bene per la sua età, scriveva "stronzate". Ho visto dal timbro da dove vieni – gli disse – Scrivi delle tue parti. Deve molto Saviano a scrittori come Fofi o Gustaw Herling-Grudziński, scrittori che lui definisce "combattenti", maestri che usano la penna come arma».
Nel marzo 2006 esce nella collana Strade Blu dell'editore Mondadori il suo primo romanzo, definito dallo stesso come una non-fiction novel, Gomorra - Viaggio nell'impero economico e nel sogno di dominio della camorra, un viaggio nel mondo affaristico e criminale della camorra e dei luoghi dove questa è nata e vive: la Campania, Napoli, Casal di Principe, San Cipriano d'Aversa, l'agro aversano, luoghi dove l'autore è cresciuto dei quali fa conoscere al lettore una realtà inedita agli occhi di chi da tali luoghi non proviene. Il libro parla di ville sfarzose di boss malavitosi create a copia di quelle di Hollywood, di campagne pregne di rifiuti tossici smaltiti per conto di mezza Europa, di una popolazione che non solo è connivente con questa criminalità organizzata, ma la protegge e ne approva l'operato. Racconta quindi di un sistema (questo il nome usato per riferirsi alla camorra) che adesca nuove reclute non ancora adolescenti, facendo loro credere che la loro sia l'unica scelta di vita possibile, di boss-bambini convinti che l'unico modo di morire come un uomo vero sia quello di morire ammazzati, e di un fenomeno criminale influenzato dalla spettacolarizzazione mediatica, in cui i boss si ispirano negli abiti e nelle movenze ai divi del cinema. Nello stesso anno il libro vince il Premio Viareggio per la miglior opera prima.
Ad agosto 2009 il libro ha venduto oltre 2,5 milioni di copie in Italia ed è stato tradotto in 52 lingue. Nel resto del mondo Gomorra è stato venduto in circa 10 milioni di copie. È presente nelle classifiche di best seller in Germania, Paesi Bassi, Belgio, Spagna, Francia, Svezia, Finlandia, Lituania, Albania, Israele, Libano, Austria.
Da Gomorra sono stati tratti uno spettacolo teatrale, scritto da Mario Gelardi, che ha valso a Saviano gli Olimpici del Teatro 2008 come miglior autore di novità italiana, e l'omonimo film (regia di Matteo Garrone) vincitore al Festival di Cannes del Grand Prix Speciale della Giuria. Nel 2009, il film ha vinto il Premio Tonino Guerra per il miglior soggetto al Bif&St di Bari.
In seguito ne viene tratta anche una trasposizione televisiva intitolata Gomorra - La serie prodotta da Sky Italia, Fandango, Cattleya, Beta Film e LA7, con la supervisione dello stesso Saviano e la regia di Stefano Sollima (già regista della serie Romanzo criminale), Francesca Comencini e Claudio Cupellini; la serie composta da dodici episodi va in onda sul canale Sky Atlantic a partire dal 6 maggio 2014 e viene in seguito trasmessa in chiaro su Rai 3 il sabato in seconda serata tra gennaio e febbraio 2015. Dopo il successo ottenuto sul satellite, viene annunciata la produzione di una seconda stagione della serie, le cui riprese sono iniziate nell'aprile 2015, al trio di registi della prima stagione si aggiunge anche Claudio Giovannesi. Tale seconda stagione viene trasmessa dal 10 maggio al 14 giugno 2016 sempre su Sky Atlantic e Sky Cinema 1 e ottiene un successo maggiore rispetto alla prima, con conferma della produzione della terza stagione (che vede l'abbandono alla regia di Stefano Sollima e Claudio Giovannesi, perché impegnati in altri progetti), le cui riprese sono iniziate nell'ottobre del 2016. Tale terza stagione viene trasmessa sempre su Sky Atlantic e Sky Cinema 1 dal 17 novembre 2017 al 22 dicembre 2017.
La quarta stagione della serie televisiva Gomorra - La serie è stata trasmessa dalla pay tv satellitare Sky sui canali Sky Atlantic e Sky Cinema 1 dal 29 marzo al 3 maggio 2019, con due episodi settimanali. In chiaro viene trasmessa su TV8 dal 19 ottobre al 23 novembre 2020.
La quinta stagione della serie televisiva Gomorra - La serie viene trasmessa dalla pay tv satellitare Sky sui canali Sky Atlantic e Now dal 19 novembre al 17 dicembre 2021, con due episodi settimanali. 
Nel 2016, sempre per la stessa regia e la stessa produzione, iniziano le riprese della trasposizione di ZeroZeroZero, altro romanzo di Saviano uscito nel 2013.
Nel 2017, con la vendita di oltre 10 milioni di copie, il libro Gomorra è stato considerato come un best-seller internazionale.

## Le minacce e la vita sotto scorta

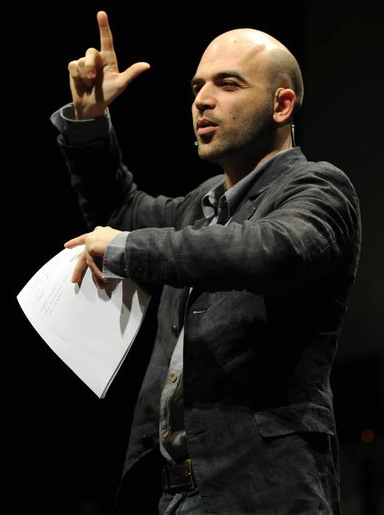
Roberto Saviano nel 2011

In seguito al successo ottenuto da Gomorra, Saviano ha ricevuto lettere minatorie e telefonate mute.
Durante una manifestazione per la legalità tenuta il 23 settembre del 2006 a Casal Di Principe, lo scrittore denunciò in piazza gli affari dei capi del clan dei Casalesi, Francesco Bidognetti, Francesco Schiavone e dei due reggenti, Antonio Iovine e Michele Zagaria (tutti attualmente in carcere), rivolgendosi a loro con toni accesi ("Voi non siete di questa terra! Smettete di essere di questa terra!") e invitando la popolazione a ribellarsi. A causa delle minacce e intimidazioni subite, il Ministro dell'Interno Giuliano Amato ha deciso di assegnargli la scorta per motivi di sicurezza dal 13 ottobre 2006 (Saviano stava tornando da Pordenone dove si era recato per promuovere il libro Gomorra).
Il 14 marzo 2008, durante il processo Spartacus, il legale dei boss Francesco Bidognetti e Antonio Iovine, Michele Santonastaso (coadiuvato da Carmine D'Aniello), lesse dinanzi al presidente della prima sezione di corte d'assise d'appello Raimondo Romeres, una lettera scritta congiuntamente dai boss Francesco Bidognetti e Antonio Iovine (in quel momento il primo in carcere, il secondo latitante). La lettera conteneva una richiesta di spostamento del processo per legittima suspicione causata dalle influenze che Roberto Saviano, Rosaria Capacchione e i pubblici ministeri Federico Cafiero De Raho e Raffaele Cantone avrebbero avuto sui giudici. 
A seguito della lettera, il Ministero dell'Interno decise di rinforzare le misure di sicurezza dello scrittore, aumentando la scorta da tre a cinque uomini. I boss Francesco Bidognetti e Antonio Iovine e gli avvocati Michele Santonastaso e Carmine D'Aniello sono stati accusati di minacce aggravate dalla "finalità mafiosa" contro lo scrittore Saviano e la giornalista Capacchione (per le presunte minacce contro i magistrati si procede invece a Roma). Per queste accuse, nel maggio 2014 il pm Antonello Ardituro, dinanzi alla terza sezione penale del Tribunale di Napoli, ha avanzato la richiesta di condanna: un anno e sei mesi di carcere, il massimo della pena, per il boss Francesco Bidognetti e per gli avvocati, Michele Santonastaso e Carmine D'Aniello, mentre per il boss Antonio Iovine è stata richiesta l'assoluzione per insufficienza di prove. Il 24 Maggio 2021 i giudici della quarta sezione penale del tribunale di Roma hanno condannato il boss Francesco Bidognetti ad un anno e sei mesi di carcere e l'avvocato Michele Santonaso ad un anno e due mesi per minacce aggravate dal metodo mafioso, mentre hanno assolto Carmine D'Aniello. Il processo era stato spostato a Roma dopo la dichiarazione di incompetenza territoriale da parte della Corte d'Appello di Napoli.
Il 14 ottobre 2008 un ispettore di Polizia della DIA di Milano informò la direzione distrettuale antimafia di essere venuto a conoscenza, dal pentito Carmine Schiavone (cugino del boss Francesco Schiavone), di un piano, ormai in fase operativa, per uccidere lo scrittore e gli uomini della scorta entro Natale con un attentato spettacolare sull'autostrada Roma-Napoli nello stile della Strage di Capaci. Tuttavia Carmine Schiavone, interrogato dai magistrati, ha smentito di essere a conoscenza di un piano dei Casalesi per uccidere Saviano, negando di sapere dell'attentato ma confermando che Saviano è stato condannato a morte dal clan dei casalesi, provocando l'immediata risposta dello scrittore: «È ovvio che lo dica; se lo dicesse, implicitamente dovrebbe ammettere di avere ancora rapporti con la criminalità organizzata». Il pubblico ministero titolare dell'indagine ha, infine, chiesto e ottenuto l'archiviazione dopo che la notizia si è rivelata infondata.
Nell'ottobre del 2008 Roberto Saviano ha deciso di lasciare l'Italia per un periodo in seguito alle minacce e al progetto di ucciderlo da parte del clan dei Casalesi.
(Roberto Saviano)

## L'appello dei premi Nobel
(Roberto Saviano)
Il 20 ottobre 2008, sei premi Nobel – Dario Fo, Michail Gorbačëv, Günter Grass, Rita Levi-Montalcini, Orhan Pamuk e Desmond Tutu – si mobilitano chiedendo che lo stato italiano faccia qualsiasi sforzo per proteggerlo e sconfiggere la camorra, ponendo l'accento sul fatto che la criminalità organizzata non è un problema di polizia che riguarda solo lo scrittore, ma un problema di democrazia che riguarda tutti i cittadini liberi. Questi cittadini, specificano nell'appello, non possono tollerare che gli eventi descritti nel libro accadano in Europa nel 2008, così come non possono tollerare che il prezzo da pagare per aver denunciato questi eventi sia la rinuncia alla propria libertà e alla propria incolumità.
L'appello è stato firmato da altri scrittori quali Jonathan Franzen, Javier Marías, Jonathan Safran Foer, Jonathan Lethem, Martin Amis, Chuck Palahniuk, Nathan Englander, Ian McEwan, Hans Magnus Enzensberger, José Saramago, Elfriede Jelinek, Wisława Szymborska, Betty Williams, Lech Wałęsa, Paul Auster, Siri Hustvedt, Peter Schneider, Colum McCann, Patrick McGrath, Cathleen Shine, Junot Díaz, Tahar Ben Jelloun, Taslima Nasreen, Caro Llewelyn, Íngrid Betancourt, Adam Michnik e Claudio Magris. Anche i media stranieri rilanciano l'iniziativa: da El País al Le Nouvel Observateur, dal Courrier International fino ad Al Arabiya e alla Cnn.
Dopo l'iniziativa, diverse radio hanno aperto i loro microfoni a dibattiti e commenti sul tema, in particolar modo la trasmissione Fahrenheit trasmessa da Radio 3 ha organizzato una maratona di letture di Gomorra in cui si sono alternati personaggi della cultura, dell'informazione, dello spettacolo e della società civile. Numerose città italiane hanno inoltre offerto la cittadinanza onoraria allo scrittore, mentre numerose sono state le scuole che hanno sottoscritto l'appello. La Casa della Memoria e della Storia, a Roma, ha infine ospitato per otto ore una lettura corale di Gomorra.
In aggiunta alle firme dei sei Nobel, i cittadini hanno potuto firmare l'appello su un'apposita pagina del quotidiano La Repubblica. Le firme raccolte sono state complessivamente più di 250 000.

## Procedimenti giudiziari

### Condanna per plagio
Nel 2013 Saviano e la casa editrice Mondadori sono stati condannati in appello per plagio. La Corte d'Appello di Napoli ha riconosciuto che alcuni passaggi dell'opera Gomorra (secondo lo scrittore le parti plagiate riguarderebbero solo 2 pagine, pari allo 0,6 % dell'intero libro) sono risultate un'illecita riproduzione del contenuto di due articoli dei quotidiani locali Cronache di Napoli e Corriere di Caserta, modificando così parzialmente la sentenza di primo grado, in cui il Tribunale aveva rigettato le accuse dei due quotidiani e li aveva anzi condannati al risarcimento dei danni per aver "abusivamente riprodotto" due articoli di Saviano.
Lo scrittore e la Mondadori in Appello sono stati condannati in solido al risarcimento dei danni, patrimoniali e non, per 60.000 euro più parte delle spese legali. Lo scrittore ha presentato ricorso in Cassazione contro la sentenza e la Suprema Corte ha confermato in parte l'impianto della sentenza d'Appello e ha invitato alla riqualificazione del danno al ribasso, stimando 60 000 euro una somma eccessiva per articoli di giornale con diffusione limitatissima.
La condanna per plagio nei confronti di Saviano e della Mondadori è stata confermata nel 2016 dalla Corte di Appello di Napoli, che ha ridimensionato il danno da risarcire da 60 000 a 6 000 euro per l'illecita riproduzione in Gomorra di due articoli di Cronache di Napoli e per l'omessa citazione della fonte nel caso di un articolo del Corriere di Caserta riportato tra virgolette.
Successivamente, la Corte di Cassazione ha censurato la pronuncia della Corte di Appello, ordinandole la rideterminazione dell'importo che Saviano e Mondadori dovranno risarcire alla Libra Editrice, in ragione degli "utili realizzati illegalmente dall'autore della violazione".

### Condanne per diffamazione
L'11 agosto 2018 Saviano e la Mondadori Libri sono stati condannati dal Tribunale di Milano per diffamazione ai danni di Vincenzo Boccolato, imprenditore residente all'estero e incensurato. Saviano aveva affermato in Gomorra che Boccolato facesse parte di un clan camorristico coinvolto nel traffico di cocaina.
Il 5 novembre 2021 il Tribunale di Roma lo ha rinviato a giudizio con l'accusa di diffamazione per aver definito "bastarda", durante una trasmissione televisiva nel dicembre 2020, la leader di Fratelli d'Italia Giorgia Meloni. Successivamente il 12 ottobre 2023 il tribunale di Roma ha convalidato la diffamazione e lo ha condannato ad un risarcimento di 1.000 euro; la pena pecuniaria è risultata inferiore da quanto prospettato dalla Procura in sede requisitoria che richiedeva una condanna di 10 mila euro in quanto il tribunale ha riconosciuto le attenuanti generiche per aver "agito per motivi di particolare valore morale", inoltre gli è stata concessa la sospensione della pena e la non menzione nel casellario giudiziario.

## Controversie

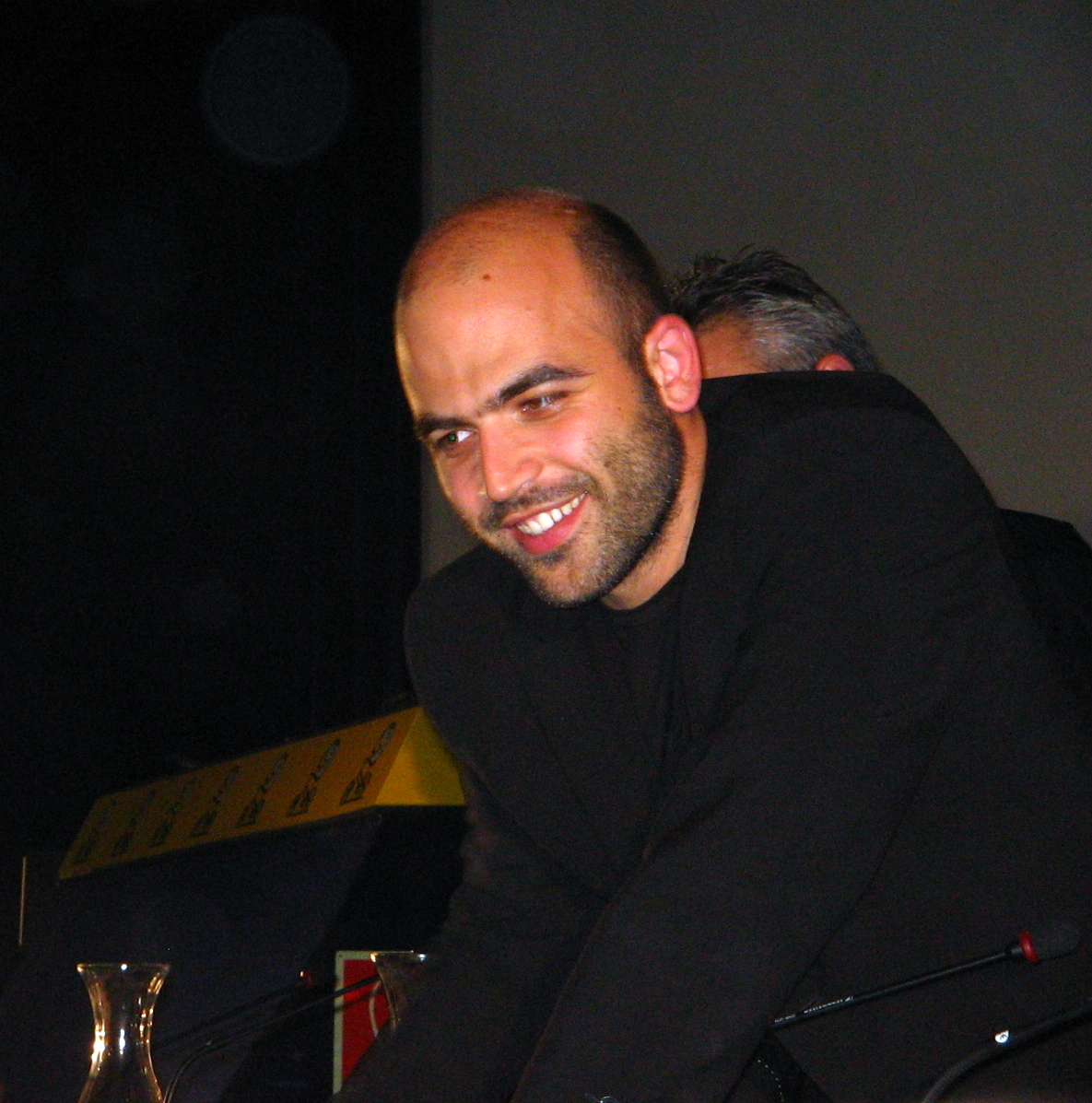
Roberto Saviano nel 2007

### Necessità della scorta
Nell'ottobre 2009 il capo della Squadra Mobile di Napoli Vittorio Pisani ha messo in dubbio la necessità della scorta per proteggere Roberto Saviano sostenendo che non vi erano riscontri alle minacce di morte. A sollevare dubbi sull'opportunità della scorta è intervenuto anche il regista Pasquale Squitieri nel 2008, secondo il quale Saviano si sarebbe recato al festival di Cannes «probabilmente per fare un po' di show» e che «chi è veramente preso di mira gira con la scorta, certo, ma ha il veto assoluto di prendere aerei e di frequentare luoghi pubblici perché potrebbe rappresentare pericolo per sé e per gli altri». Le dichiarazioni di Squitieri hanno innescato una polemica tra i due.
Il capo della polizia Antonio Manganelli ha replicato ribadendo la necessità della scorta. Anche il Procuratore Capo della Procura Antimafia di Napoli Federico Cafiero de Raho ha dichiarato che Saviano è esposto ad un alto rischio e necessita di una protezione. Anche il pm Raffaele Cantone e il pm Franco Roberti hanno ribadito la situazione di pericolo di Roberto Saviano. Il giornalista Giuseppe D'Avanzo su Repubblica ha chiesto le dimissioni del capo della Mobile per le sue dichiarazioni.
Roberto Saviano ha replicato in un articolo su la Repubblica denunciando il tentativo di isolamento della sua persona e di "sgretolamento" della pubblica solidarietà verso di lui, confrontando il suo caso con quello di Peppino Impastato, Giuseppe Fava e Giancarlo Siani. A seguito dell'iniziativa di Pisani, Saviano ha dovuto "esibire, come richiesto, la giusta causa delle minacce".
Il 19 maggio 2014 l'ex capo della Mobile di Napoli, Vittorio Pisani, ascoltato nell'ambito di un processo ai capi casalesi e ai loro avvocati, che tramite un'istanza di remissione avevano minacciato in aula Saviano e altri, ha però disconosciuto il titolo dell'intervista che aveva pubblicato nel 2009 al Corriere della Sera: "Saviano non doveva avere la scorta". "Non condivido il titolo di quell'articolo", ha dichiarato Pisani ai Giudici, chiarendo anche il contenuto dell'indagine che la Mobile aveva svolto sulle minacce a Saviano: "Svolgemmo accertamenti e mostrammo alcune foto a Saviano, che però non riconobbe in loro le persone che gli avevano rivolto minacce. La decisione della scorta ovviamente non spettava a noi". Pisani ha quindi precisato di non aver detto le parole pronunciate nell'articolo, dato che era l'Arma dei Carabinieri a dover decidere circa la scorta a Saviano.  

### Cesare Battisti
Nel 2004 il sito internet Carmilla Online organizzò una raccolta di firme di solidarietà per l'ex terrorista dei PAC Cesare Battisti, poi rifugiatosi in Francia e in Brasile e divenuto scrittore, coinvolgendo oltre 1 500 firmatari nel panorama politico-culturale di Francia e Italia; tra i firmatari del documento comparve anche il nome di Roberto Saviano, che tuttavia, nel gennaio 2009, ritirò la sua firma in segno di rispetto per le vittime. Questa raccolta di firme ha suscitato l'attenzione dei media soprattutto grazie all'interessamento del settimanale Panorama.

### Dichiarazioni su Israele
Durante la manifestazione Per la verità, per Israele, organizzata dalla deputata del PdL Fiamma Nirenstein e tenutasi a Roma il 7 ottobre 2010, Saviano è intervenuto in un videomessaggio elogiando lo Stato ebraico come luogo di libertà e civiltà. Nel suo discorso, lo scrittore ha parlato delle sue origini ebraiche e ha dichiarato che Israele è una «democrazia sotto assedio», Tel Aviv è «una città ospitale» «che non dorme mai, piena di vita e soprattutto di tolleranza, una città che più di ogni altra riesce ad accogliere la comunità gay» e che «i profughi del Darfur, ad esempio, vengono accolti in Israele».
Queste e altre dichiarazioni hanno suscitato polemiche, e ricevuto critiche per aver ignorato le ingiustizie subite dalla popolazione palestinese. L'attivista Vittorio Arrigoni ha risposto alle sue affermazioni tramite un video, invitandolo a rivedere le sue opinioni, oltre a definire Shimon Peres, encomiato da Saviano, un «criminale di guerra».
Tra i critici Vittorio Arrigoni e Caterina Donattini, attivista in campo profughi palestinese, la quale, in una lettera indirizzata a Saviano, ha affermato che la questione israelo-palestinese presenta i connotati di «un progetto coloniale che ha molte similitudini con quello dell'Apartheid Sudafricana» e «che ha trasformato un paese in un formaggio groviera», aggiungendo che persino alcuni storici ebrei come Ilan Pappé, Avi Shlaim, Benny Morris hanno documentato questa realtà.
Saviano ha risposto alle contestazioni dicendo: «Nel video ridotto all'osso non ho mai appoggiato la guerra, mai appoggiato Piombo Fuso o la destra israeliana, mai Netanyahu. Ho parlato di un'altra Israele, quella a cui rivolgersi per poter arrivare alla pace». Riferendosi ad Arrigoni lo scrittore ha replicato così: «Alla domanda stai con i palestinesi o con gli israeliani, deluderò forse, ma risponderò sempre come mi ha insegnato il mio amico David Grossman: "Sto con la pace"».

### Ipotesi sull'omicidio di Yara Gambirasio
Nel 2013, Saviano è stato accusato di diffamazione per alcuni passaggi del libro ZeroZeroZero (2013), riguardanti l'imprenditore Pasquale Claudio Locatelli, ritenuto colluso con il traffico di droga, i suoi figli Massimiliano e Patrizio e l'azienda Lopav di Ponte San Pietro, che Patrizio Locatelli aveva amministrato prima del fallimento. Tra le altre cose, Saviano riporta l'ipotesi dell'esistenza di legami tra la morte di Yara Gambirasio, tredicenne di Brembate di Sopra uccisa nel 2011, la criminalità organizzata, la Lopav e Fulvio Gambirasio, padre di Yara, geometra presso i cantieri edili della Bergamasca, indicando così un'ipotesi alternativa all'accusa della procura di Bergamo, rivolta contro il muratore Massimo Giuseppe Bossetti (accusato nel 2014 di aver ucciso Yara a seguito del ritrovamento sugli indumenti intimi della ragazzina di materiale genetico ricondotto a lui). Saviano sostenne che Fulvio Gambirasio avrebbe infatti testimoniato in un processo a Napoli contro Pasquale Claudio Locatelli, il quale avrebbe quindi fatto assassinare Yara volendo ottenere una ritorsione di tipo malavitoso contro la famiglia Gambirasio.
Il pm Maria Cristina Rota ha interrogato l'uomo, che ha ribadito di non aver mai testimoniato in un processo contro Locatelli, e in seguito ha iscritto Saviano nel registro degli indagati per diffamazione nei confronti del geometra Gambirasio, il quale non ha comunque sporto querela contro lo scrittore campano, e della famiglia Locatelli. Lo stesso pm Rota ha però archiviato l'accusa il 21 maggio 2014.
Tuttavia, nel 2016, Saviano ha nuovamente affrontato la questione, dichiarando di ritenere ingiusto che non si fosse indagato relativamente alle sue ipotesi, in quanto la Lopav, nel periodo in cui vi lavorava Fulvio Gambirasio, era diretta proprio da Patrizio Locatelli ed operava nel cantiere edile di Mapello in cui i cani molecolari avevano rilevato tracce di Yara.

## Approfondimenti

### Il caso Palmesano
Roberto Saviano è stato il primo in Italia a occuparsi del caso di Enzo Palmesano, il giornalista del Corriere di Caserta (oggi Cronache di Caserta) licenziato su mandato del boss della camorra Vincenzo Lubrano. Il caso è stato accertato giudizialmente, con una sentenza di condanna a carico di Francesco Cascella, il nipote acquisito del boss che fece da mediatore tra il clan e l'allora direttore del quotidiano, Gianluigi Guarino, al fine di allontanare il giornalista sgradito al clan Lubrano.
Della vicenda Palmesano si è occupata invece la giornalista e conduttrice televisiva Nadia Toffa nella trasmissione televisiva OpenSpace intervistando Enzo Palmesano, il magistrato Giovanni Conzo, che si è occupato delle indagini, e lo stesso Roberto Saviano.

## Televisione

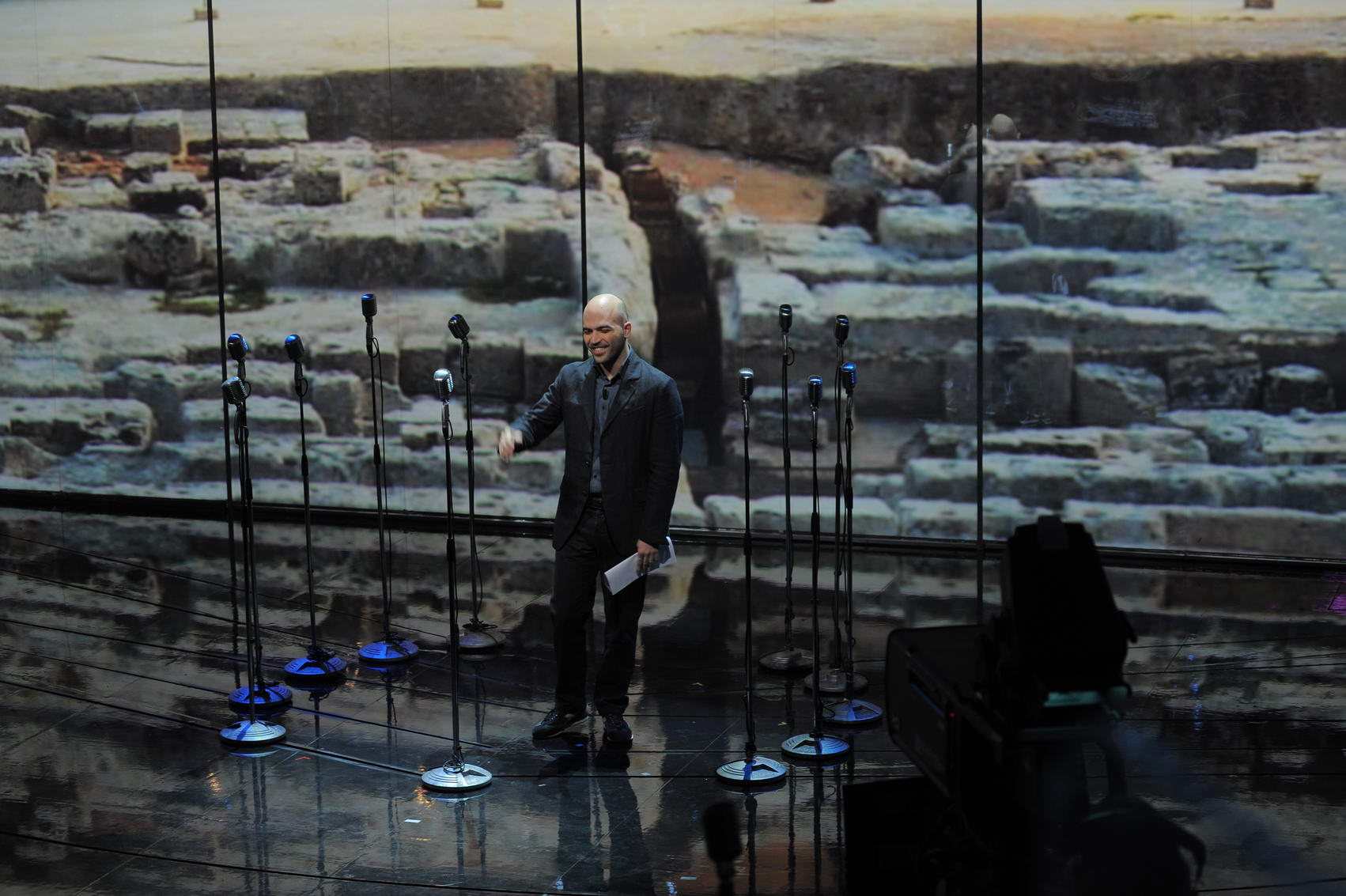
Saviano sul palco di Vieni via con me l'8 novembre 2010

Dall'8 al 29 novembre 2010, Roberto Saviano conduce insieme a Fabio Fazio il programma di approfondimento culturale Vieni via con me su Rai 3. La trasmissione ottiene un grande successo di ascolti: nella terza puntata il programma ha raggiunto 9 671 000 telespettatori e il 31,60 % di ascolto.  I temi trattati sono appunto la malavita (non solo camorra), ma anche l'immigrazione, l'emancipazione della donna, la politica e i più gravi problemi sociali italiani. Tipica del programma è la lettura di "elenchi", con lo scopo di mettere in evidenza con una serie di dati i problemi che vengono affrontati. Numerosi sono gli ospiti speciali che intervengono durante le quattro puntate del programma.
Dal 14 maggio 2012 conduce con Fabio Fazio il programma Quello che (non) ho, in onda su LA7 e trasmesso anche in diretta su YouTube. Nella prima puntata ha fatto registrare il record di ascolto di LA7 con il 12,65 % e 3 036 000 telespettatori, risultando il terzo programma più visto della serata, record superato due giorni dopo dalla terza e ultima puntata del programma, con il 13,06 % di ascolto.
Nel 2016 è il protagonista del mediometraggio sulla sua vita Roberto Saviano: uno scrittore sotto scorta, in cui viene intervistato e accompagnato dal regista Pif.
Dal 4 ottobre 2017 conduce per quattro settimane un programma sul canale Nove: Kings of Crime  che parla dei maggiori boss della criminalità organizzata italiana ed internazionale. Nel 2018 conduce la seconda stagione del programma.
Dal 12 febbraio al 5 marzo 2022 conduce su Rai 3 Insider - Faccia a faccia con il crimine, che nel luglio 2023 viene escluso dalla Rai comportando la cancellazione del programma previsto per l'autunno, venendo però riproposto a settembre 2024.

## Influenza culturale
- Il gruppo britannico dei Massive Attack ha creato un brano ispirato alla storia di Roberto Saviano e Gomorra, Herculaneum, il brano è diventato la colonna sonora del film Gomorra.
- Il rapper napoletano Lucariello ha scritto una canzone chiamata Cappotto di legno, musicata da Ezio Bosso, in cui è descritta la storia di un killer che si prepara ad uccidere lo stesso Saviano.[113]
- Il gruppo torinese dei Subsonica ha dedicato a Roberto Saviano la canzone Piombo, contenuta nell'album L'eclissi.
- Nel brano del gruppo rap 'A 67, "Smettiamo di essere Gomorra" TammorrAntiCamorra Roberto Saviano legge un frammento del suo libro in una Tammurriata anticamorra dedicato alla morte di don Giuseppe Diana.
- Il rapper francese SCH (nome di battesimo Julien Schwarzer) si è ispirato a "Gomorra" di Saviano per un suo brano, del quale ha girato anche un video musicale. Le riprese sono avvenute tra Marsiglia e Scampia.[114]
- Fenomeno, album di Fabri Fibra, contiene uno skit con la presenza vocale di Saviano, in cui tiene un monologo a favore della legalizzazione della cannabis.

## Onorificenze
Nel dicembre del 2008 gli era stata conferita la cittadinanza onoraria della città di Verona dall'allora sindaco Flavio Tosi, successivamente revocatagli dal consiglio comunale veronese il 23 dicembre 2020; tra le motivazioni addotte a sostegno della revoca figurano le dichiarazioni fortemente critiche di Saviano contro Giorgia Meloni e Matteo Salvini (ritenute diffamatorie dal segretario leghista, che ha querelato lo scrittore campano), unitamente alle sue esternazioni di sostegno alla liberalizzazione delle droghe leggere, il mancato ringraziamento al comune di Verona per la concessione del riconoscimento e il non aver mai manifestato la volontà di ritirarlo, gli elogi a Carola Rackete e l'essersi schierato a favore di Mimmo Lucano.

## Premi e riconoscimenti

### Premi
- Premio Viareggio Opera Prima[121]
  - 2006 -  per il libro Gomorra [122]
- Premio Siani
  - 2006 -  per il romanzo Gomorra [123]
- Premio Lo Straniero
  - 2006 -  per il libro Gomorra [124]
- Premio Tropea
  - 2007 -  per il libro Gomorra[125]

- Leipziger Medienpreis
  - 2009 per l'impegno nella lotta contro la criminalità organizzata.[126]

- Premio fratelli Scholl
  - 2009 per Il contrario della morte[127]
- Ciak d'oro
  - 2009 - Migliore sceneggiatura per Gomorra[128]
- David di Donatello
  - 2009 - David di Donatello per la migliore sceneggiatura per Gomorra
- Premio Olof Palme - 2011 
  - Assegnato per il suo impegno nella difesa dei diritti umani e della libertà di espressione.[129]
- Premio scrittore internazionale del coraggio
  - 2011[130]
- Noir in Festival
  - 2016 - Premio Raymond Chandler[131]
- Festival internazionale del cinema di Berlino
  - 2019 - Orso d'argento per la migliore sceneggiatura per La paranza dei bambini

### Riconoscimenti
L'Unione Astronomica Internazionale ha denominato l'asteroide 278447 Saviano in suo onore, per i meriti come scrittore.

## Opere

### Romanzi
- Gomorra: viaggio nell'impero economico e nel sogno di dominio della camorra, Collana Strade blu, Milano, Mondadori, 2006, ISBN 88-04-55450-9.
- ZeroZeroZero, collana I Narratori, Milano, Feltrinelli, 2013, ISBN 978-88-07-03053-6.
- La paranza dei bambini, collana I Narratori, Milano, Feltrinelli, 2016, ISBN 978-88-07-03207-3.
- Bacio feroce, collana I Narratori, Milano, Feltrinelli, 2017, ISBN 978-88-07-03261-5.
- Solo è il coraggio. Giovanni Falcone, il romanzo, collana Narratori italiani, Milano-Firenze, Bompiani, 2022, ISBN 978-88-30-10168-5.
- Cuore puro. Quattro amici. Quattro destini. Una sola passione, collana Scrittori, Firenze, Giunti, 2022, ISBN 978-88-09-97786-0.
- Noi due ci apparteniamo. Sesso, amore, violenza, tradimento nella vita dei boss, Milano, Fuoriscena, 2024, ISBN 979-12-225-0004-1.
- L'amore mio non muore, Collana Stile Libero, Torino, Einaudi, 2025, ISBN 978-88-062-6517-5.

### Saggi
- La bellezza e l'inferno: scritti 2004-2009, collana Strade blu.Non fiction, Milano, Mondadori, 2009, ISBN 978-88-04-59413-0.
- La parola contro la camorra (con DVD), collana Stile libero.Video, Torino, Einaudi, 2010, ISBN 978-88-06-20218-7.
- Vieni via con me, collana Varia, Milano, Feltrinelli, 2011, ISBN 978-88-07-49110-8.
- In mare non esistono taxi, collana In parole, Milano, Contrasto Due, 2019, ISBN 978-88-69-65786-3.
- Gridalo, collana Overlook, Milano-Firenze, Bompiani, 2020, ISBN 978-88-301-0091-6.

### Romanzi a fumetti
- Sono ancora vivo, illustrazioni di Asaf Hanuka, Milano, Bao Publishing, 2021, ISBN 978-88-32-73207-8.

#### SerieLe storie della Paranza
- I teschi dei ladri, illustrazioni di Riccardo La Bella, con Tito Faraci, copertina di Tanino Liberatore, Collana Feltrinelli Comics, Milano, Feltrinelli, 2021, ISBN 978-88-07-55037-9.
- Cosplayer, illustrazioni di Riccardo La Bella, con Tito Faraci, copertina di Tanino Liberatore, Collana Feltrinelli Comics, Milano, Feltrinelli, 2022, ISBN 978-88-07-55097-3.
- Ultima corsa, illustrazioni di Riccardo La Bella, con Tito Faraci, copertina di Tanino Liberatore, Collana Feltrinelli Comics, Milano, Feltrinelli, 2022, ISBN 978-88-07-55100-0.
- La memoria delle ossa, illustrazioni di Riccardo La Bella, con Tito Faraci, copertina di Tanino Liberatore, Collana Feltrinelli Comics, Milano, Feltrinelli, 2022, ISBN 978-88-07-55120-8.

### Racconti
- Il contrario della morte (2007)
- Super Santos (2012)

### Audiolibri
- Se questo è un uomo di Primo Levi letto da Roberto Saviano, Emons, Roma, 2013, ISBN 978-88-95703-93-0

### Curatore
- Anatole France, La rivolta degli angeli, Milano, Meridiano Zero, 2009.

## Filmografia

### Cinema

#### Soggetto
- Gomorra, regia di Matteo Garrone (2008)
- Tatanka, regia di Giuseppe Gagliardi (2011)
- La paranza dei bambini, regia di Claudio Giovannesi (2019)
- L'immortale, regia di Marco D'Amore (2019)

#### Ideatore
- Gomorra, regia di Matteo Garrone (2008)
- La paranza dei bambini, regia di Claudio Giovannesi (2019)

#### Sceneggiatore
- Gomorra, regia di Matteo Garrone (2008)
- La paranza dei bambini, regia di Claudio Giovannesi (2019)

### Televisione

#### Soggetto
- Gomorra - La serie, regia di Stefano Sollima, Francesca Comencini, Claudio Cupellini, Claudio Giovannesi e Marco D'Amore (2014-2016)
- ZeroZeroZero, regia di Stefano Sollima, Janus Metz e Pablo Trapero (2020)

#### Ideatore
- Gomorra - La serie, regia di Stefano Sollima, Francesca Comencini, Claudio Cupellini, Claudio Giovannesi e Marco D'Amore

#### Sceneggiatore
- Gomorra - La serie, regia di Stefano Sollima, Francesca Comencini, Claudio Cupellini, Claudio Giovannesi e Marco D'Amore